# 哲学研究
《哲学研究》（德語：Philosophische Untersuchungen）是英籍奥地利哲学家路特维希·维特根施坦的著作。《哲学研究》讨论的问题涵盖了语义学、逻辑学、数学哲学，语言哲学和心灵哲学等领域。它是二十世纪最重要的哲学著作之一。

## 维特根施坦思想向《哲学研究》的过渡
维特根斯坦早期著作《逻辑哲学论》的洞见之一，就是哲学不是一种教条，所以不应该教条地处理哲学。然而早在1931年，维特根斯坦就说自己的早期作品是教条的。维特根施坦使用这个词来形容任何允许在问题和答案之间存在间隔，问题的答案可以在日后发现的概念。《逻辑哲学论》的复杂架构建立在这样的基础上：逻辑分析的任务是去发现形式还未知的基本命题。维特根施坦向后期过渡的标志体现在对于教条主义的彻底拒斥，也就是，确定下来这一拒斥所产生的所有结果。维特根施坦的注意力从逻辑的领域向日常语言转移；从对定义和分析的强调向“家族相似”和“语言游戏”的转移从系统化的哲学写作，向格言式的写作风格转移，都是向反教条主义转移的极端体现。维特根施坦的这种过渡最终体现在了他的《哲学研究》一书中。
维特根斯坦的前后期思想转变很大。维特根斯坦著作《哲学研究》的哲学思想的形成, 得益于弗兰克·普伦普顿·拉姆齐的重要影响。维特根斯坦在《哲学研究》序言中说明其前期著作犯了严重的错误，提到：“因为自从16年前我再次开始专注于哲学以来，我不得不承认我在第一本书中的重大错误。 来自拉姆齐的批评和帮助，这使我意识到了自己的这些错误(某种程度来说，我自己几乎无法意识到)。 在他生命的最后两年中，我与他进行了无数次对话，讨论了这些错误。” 然而，他也说过要把前后期著作对比，以前期著作作为背景来理解后期哲学。维特根斯坦思想转变来源于他自己的长期的独立思考以及他的老师或朋友的帮助。

## 哲学研究
《哲学研究》在维特根施坦去世后出版于1953年。《哲学研究》包括两部分。第一部分，由693个标有数字的段落构成。这一部分曾几乎在1946年出版了，但维特根施坦从出版商处收回了这本书。 第二部分由编辑、维特根施坦的遗产执行人增添。在《哲学研究》的前言中，维特根施坦说明了他的新思想要对照他的旧思想，也就是《逻辑哲学论》，才能更好地得到理解。并且《哲学研究》中大部分在本质上都是批判性的。他的新思想可以这样理解：它们揭示了传统的，关于语言、真理、思想、意向性，尤其是哲学的思维方式上的许多错误。这个意义上说，它是一个治疗性的作品，哲学本身应该被理解为一种治疗。第二部分，专注于哲学心理学，感知等，批判性要弱一些。它更多地是指出新的视角来应对具体的哲学问题。这些新视角当然也同之前的批判有联系。所以，把同其他的后期维特根施坦一同阅读就会更容易理解。《哲学研究》由一段奥古斯丁《忏悔录》中的一段开头，并指出它给出了“关于人类语言本质的一幅特殊图画”。形而上学、认识论的或者语言学的思考，不能建立在这个语言图画的基础上。尽管看上去有正确性，把语言缩减为表征，这样不是对待全部人类语言的正确方式。哪怕只是把图片理解为人类语言表征功能的图片，这也是一张很差的图片。另外，虽然以这样的方式看待语言一直出于整个传统哲学的基础部分，对于维特根施坦而言，应该放弃它而转向一种新的看待语言和哲学的方式。《哲学研究》正是要提出这样的看待语言的新方式。其结果就是作为治疗的哲学这一观点。

## 作为使用的意义
“在我们使用‘意义’这个词的各种情况中有数量极大的一类--虽然不是全部--，对之我们可以这样来说明它：一个词的意义就是它在语言中的使用。”
这个基本的陈述是后期维特根施坦视角转变的基础。从把意义当作表征转向着重强调使用。哲学史上传统的意义理论一般满足于指出外部的某些事物作为命题所表达的意义。“某事物”要么大体上可以定位于客观的空间当中，或者心灵中，作为心里表征。然而查清一个词、或者一个命题的使用，并不是像《逻辑哲学论》那样的某种理论构建。研究意义时候，哲学家必须“观看”单词的不同使用。这个新的视角非常独特，以至于维特根施坦反复强调：
“不要去想，而是要去看！”这样的看，是通过个案完成的，而不是思考性的总结得出。给出一个词的意义时，应当描述这个词的使用，从而取代解释性的总结。

## 语言游戏与家族相似
维特根施坦引入了“语言游戏”这一概念来讨论使用的多样性、不固定性，还有“使用是一种活动”这样的特性。但维特根施坦从未像以前对待「图画」那样来定义语言游戏。因为和这个概念一起运作的是语言的那些更加流动的、多样的，更加指向活动的角度。贯彻《哲学研究》的始终，维特根施坦一次又一次回到”语言游戏“这个概念上来明确自己对待语言的一些思想。维特根施坦仔细研究了原始的语言游戏，由此得到了许多对语言的特点的深刻认识。在工人的语言游戏里，一个工人和他的助手使用正好四个词汇（石块，石柱，石板，石梁）。维氏用这个语言游戏来说明奥古斯丁的那个关于语言的图画可能是正确的，但它还是非常有限的。在段落23中维氏给出了许多语言游戏的例子，说明在使用语言、描绘语言时，开放着很多可能性。

## 哲学的本质
后期的维氏同前期一样认为哲学并没有，或者说不应该，提出理论，哲学也不提供解释。
“哲学只把一切都摆在我们面前，既不作说明也不作推论。——因为一切都一览无遗，没有什么需要说明。”
这种反理论的立场同前期的维特根施坦有相似之处，但也有很大不同。尽管《逻辑哲学论》排除了哲学理论，但它仍然构建了一个系统。其结果就是普通的命题形式（general form of the proposition），同时依赖于严格的形式逻辑学。《哲学研究》则指出哲学的本质是非教条的治疗，指导哲学家各种治疗的方法。“哲学家的工作就在于为一个特定的目的搜集提示物”通过这些提示物来和例子，不同的问题也就解决了。”并没有一种哲学疗法，尽管的确有许多方法，正如有不同的治疗法一样。“与此相关的，是维氏对于哲学中逻辑形式（logical form）和任何先验归纳的回避。哲学家们常被诱导而试图提出这样的归纳，但哲学的真正任务就是使我们意识到这样的诱导并展示出（show）如何克服它们。结果，“哲学问题具有的形式是：‘我不知道出路何在’。”，所以哲学的目标是：“给捕蝇瓶中的苍蝇指明飞出去的途径。”

## 写作风格
《哲学研究》的写作风格同前期的《逻辑哲学论》形成鲜明的对比。后者的每个部分是严格按数字顺序层层排列下来的，然而前者则零敲碎打地通过格言来展开讨论，如作者在前言中所说：“从一个主题跳到另一个主题”。同时前者使用口语化的文字，而且里面很少找到完整的论证。这种风格的转变，是同“研究的本性相联系的”维氏强烈地意识到这一对比，所以他认为应该把《逻辑哲学论》同《哲学研究》一起出版，形成对照，来更加明确地反映自己的思想。